# إدوارد واتسون
إدوارد واتسون (بالإنجليزية: Edward Watson)‏ هو راقص باليه بريطاني، ولد في 21 مايو 1976 في بروملي ‏ في المملكة المتحدة.